# Pin khô

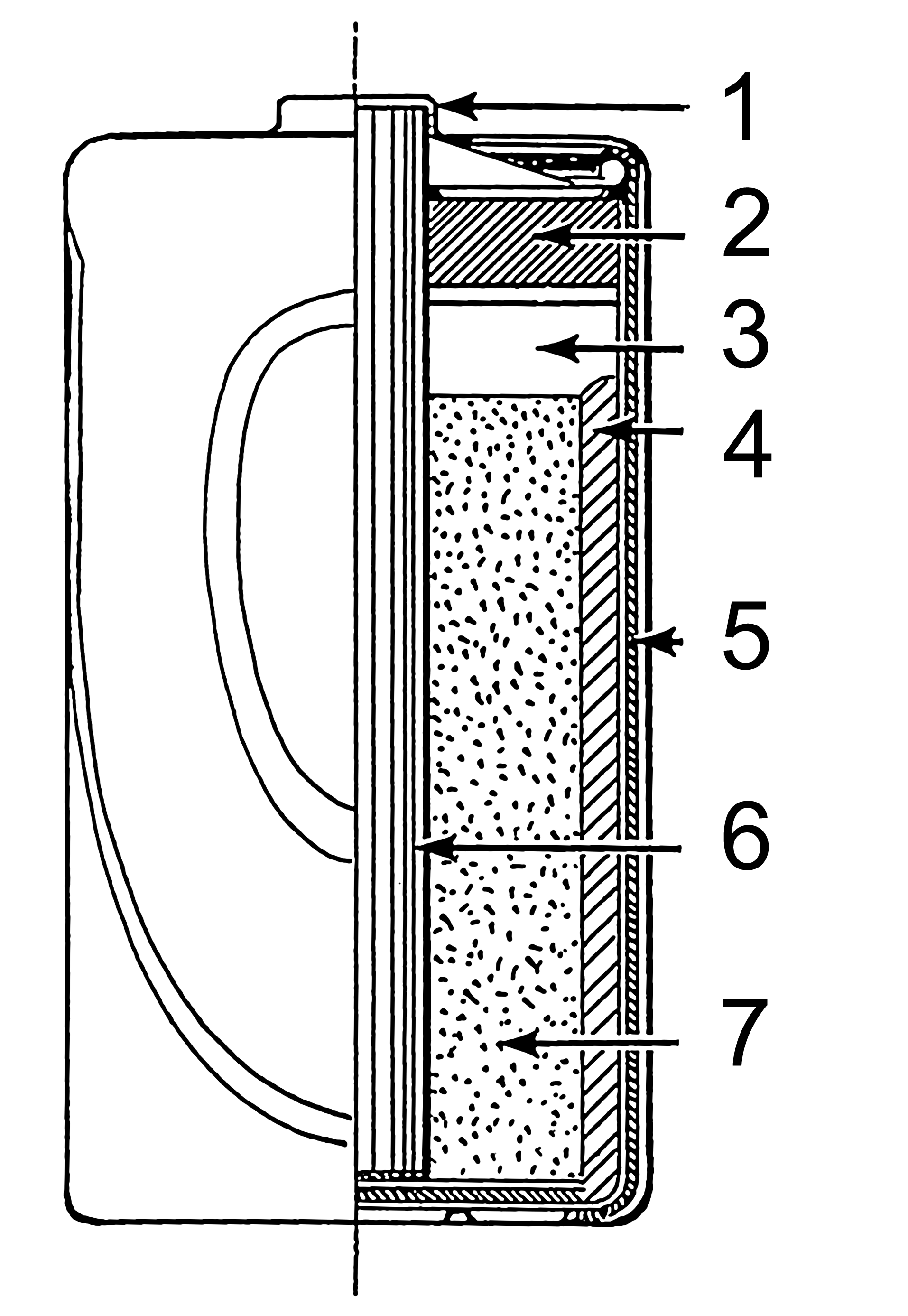
Hình vẽ mô tả pin khô:
1. vỏ bọc đồng bên ngoài, 2. nắp nhựa, 3. không gian mở rộng, 4. bìa, 5. thanh kẽm, 6. thanh carbon, 7. hỗn hợp hóa chất.

Pin khô là một kiểu pin, thường được sử dụng cho các thiết bị điện xách tay. Nó được nhà khoa học người Đức Carl Gassner phát triển vào năm 1886, sau khi phát triển kế thừa pin nước kẽm-carbon của Georges Leclanché năm 1866.
Pin khô sử dụng một tấm chất điện ly, với độ ẩm vừa đủ cho phép dòng điện chạy qua. Không giống như pin ướt, một pin khô có thể hoạt động ở bất kỳ hướng nào mà không tràn ra ngoài vì nó không chứa chất lỏng dao động, điều này làm cho nó phù hợp với thiết bị di động. Để so sánh, các pin ướt đầu tiên thường là các hộp thủy tinh mỏng manh với các thanh chì treo trên đỉnh và cần phải xử lý cẩn thận để tránh bị đổ. Pin chì-axit đã không có được độ an toàn và tính di động của pin khô cho đến khi sự phát triển của pin gel. Pin ướt vẫn tiếp tục được sử dụng cho các ứng dụng có mức tiêu thụ cao như khởi động động cơ đốt trong, vì việc ức chế dòng điện phân có xu hướng làm giảm cường độ dòng điện có thể cung cấp.
Một pin khô phổ biến là pin kẽm-cacbon, đôi khi được gọi là pin Leclanché khô, có điện áp quy định 1.5 vôn, tương đương pin kiềm (vì cả hai đều dùng kết hợp kẽm–mangan dioxide).
Một pin khô tiêu chuẩn bao gồm một anode kẽm, thường ở dạng hình trụ, với một cathode carbon ở dạng một cột ở giữa pin. Chất điện li là amoni chloride dưới dạng một hỗn hợp bên cạnh anode bằng kẽm. Khoảng trống còn lại giữa chất điện phân và cathode carbon được lấp bằng một hỗn hợp thứ hai gồm amoni chloride và mangan dioxide, chất này dùng làm chất phân cực. Trong một số mẫu thiết kế, amoni chloride được thay thế bằng kẽm chloride.